# Sân bay Nyeri
Sân bay Nyeri (IATA: NYE, ICAO: HKNI) là một sân bay ở Nyeri, Kenya.